# 컴튼-벨코비치 토륨 이상
컴튼-벨코비치 토륨 이상(Compton–Belkovich Thorium Anomaly)은 달의 뒷면에 있는 열점(복합 화산)으로, 1998년 감마선 분광기를 이용한 관측에서 발견하였다. 이 지역에는 핵원료 물질인 토륨이 풍부하다. 아폴로 계획에서 채취한 월석 표본 분석에서는 달에서의 화산 활동이 30억~40억 년 전에 일어난 것으로 밝혀졌지만, 달의 뒷면에 대해 밝혀진 것이 부족하기 때문에 컴튼-벨코비치 토륨 이상의 형성 시기는 10억 년 전까지 올라올 수도 있을 것으로 추정하고 있다.

## 설명
컴튼-벨코비치 토륨 이상은 1998년 루나 프로스펙터에 실린 감마선 분광기(GRS) 장비를 통해 발견하였으며, 북위 61° 06′ 동경 99° 30′ / 북위 61.1°  동경 99.5°  지점에 위치한 열점으로 분류되었다. 지구의 토륨 밀집도가 0.06 µg/g밖에 되지 않고, 주변 고원의 현무암이 0 ~ 2 µg/g 정도인 데 반해, 컴튼-벨코비치 토륨 이상의 토륨 밀집도는 5.3 µg/g까지 올라간다. 클레멘타인 탐사선의 관측 결과, 반사율이 비정상적으로 높음 또한 밝혀졌다. 달 정찰 인공위성이 촬영한 고해상도 사진을 통해, 2011년 컴튼-벨코비치 토륨 이상의 표면 지형 연구가 진행되었다.

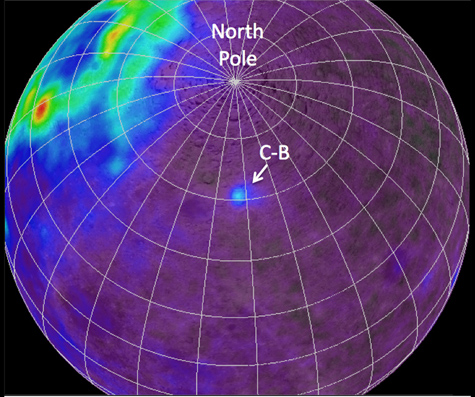
컴튼-벨코비치 토륨 이상의 위치. 지도에 C-B로써 표기되어 있다.

### 위치
컴튼-벨코비치 토륨 이상은 지름 162 km의 컴튼 충돌구와 지름 214 km의 벨코비치 충돌구 사이에 위치한다. 이상 지역은 가로 32 km, 세로 18 km 크기이다.
중앙 부분은 복합 화산으로, 컴튼 충돌구와 벨코비치 충돌구 사이 25 km ~ 35 km 지역에 뻗어 있다. KREEP이 다수 분포하는 폭풍 KREEP 지형에서 남서쪽으로 900 km가량 떨어져 있다.

### 지형
고원부 가운데에는 움푹 패인 저지대가 있으며, 절벽으로 둘러싸여 있다는 점에서 칼데라의 일종으로 추정하고 있다. 북쪽에는 지름 500 m의, 작은 돔이라고 칭하는 지형이 있다. 더 북쪽으로 올라가면 중간 돔이라고 부르는 길쭉한 돔 지형이 있으며, 크기는 가로 2.5 km, 세로 0.6 km이다. 작은 돔과 중간 돔 모두 화산 암괴로 추정되는 암석이 위에 있다. 컴튼-벨코비치 토륨 이상의 북쪽 끝에는 지름 2.5 km의 큰 돔이 있으며, 정상부에 패인 부분이 있다.
반사율이 높은 물질은 고지대부터 남동쪽으로 7 km가량 펼쳐져 있으며, 이는 화산쇄설류로 인한 것으로 추정하고 있다. 또한 이 지역은 7.1 ~ 7.5 μm 대역에서도 반사율이 높으며, 석영이나 알칼리 장석이 주로 분포한다는 것을 시사한다.
폭발한 물질은 동쪽으로 300 km가량 퍼져 있으며, 총 면젹 70,000 km2를 덮고 있다.

### 화산의 경사
화산의 형태를 통해 컴튼-벨코비치 토륨 이상을 형성한 용암의 구성 성분을 추정할 수 있다. 보통 달에 있는 화산의 경사는 7도 이하지만, 컴튼-벨코비치 토륨 이상에서는 최대 경사가 25도에 달하며, 따라서 점성이 큰 용암이 분출했다고 여겨진다.

### 성분
클레멘타인 탐사선의 적외선 750 nm ~ 950 nm 대역 반사 자료에 따르면, 산화 철의 비중은 질량 기준 3%로 나타났다.

### 형성
아폴로 계획에서 분석한 바에 따르면 달에서의 화산 활동은 30억~40억 년 전에 주로 발생하였던 것으로 밝혀졌지만, 아직 표본을 채취하지 못한 달의 뒷면은 10억 년 전까지도 화산 활동이 일어났을 가능성이 남아 있다. 컴튼-벨코비치 토륨 이상 지역의 표면이 비교적 매끈하다는 점에서, 다른 지역보다 더 최근에 형성되었을 것으로 추정하고 있다.
용암은 냉각되며 결정화를 통해 규산염 구조를 형성하며, 토륨 등 친액원소는 이 과정에서 바깥으로 분리되어 아직 굳지 않은 용암에 모이게 된다. 컴튼-벨코비치 토륨 이상을 형성한 화산 분출 당시 서쪽의 고도가 높고 동쪽의 고도가 낮고 넓게 퍼진 형태로 지형이 형성되었다. 마지막 분출에서는 용암이 표면에 도달하기 힘들었을 것이므로, 경사가 가파른 돔이나 작은 팽대부를 형성하였을 것이다.